# Rachel Talalay
Rachel Talalay (nascuda el 16 de juliol de 1958) és una pel·lícula i televisió directora i productora de cinema britànica-estatunidenca. També és professora de cinema a la Universitat de la Colúmbia Britànica.

## Primers anys i educació
Talalay va néixer a Chicago. El seu pare Paul Talalay era un farmacòleg, nascut a Berlín en una família jueva russa, i la seva mare Pamela és una bioquímica anglesa. Té dues germanes i un germà. Va ser criada sobretot a Baltimore, amb dos anys de la seva infància a Gran Bretanya. Talalay va assistir a la Yale University, on es va especialitzar en matemàtiques, i es va graduar el 1980. També va dirigir la Yale Film Society.

## Carreres professionals
Talalay va treballar en diferents funcions en el cinema abans de debutar com a directora amb la pel·lícula Freddy's Dead: The Final Nightmare (1991). Talalay també va treballar a les quatre primeres pel·lícules Malson a Elm Street. El seu treball amb les primeres pel·lícules de Nightmare va utilitzar les seves habilitats informàtiques i va trobar maneres de crear millors efectes especials tot mantenint els costos baixos. Malgrat la seva familiaritat amb les pel·lícules de Freddy, quan va dirigir Freddy's Dead, li van donar notes internes que li deien que no fos "massa femenina" o "massa sensible".
Talalay també va dirigir La noia del tanc el 1995, i estava buscant tornar a optar els drets per fer una nova pel·lícula el 2008. Com a productor de cinema, Talalay va treballar amb el director John Waters a les pel·lícules Hairspray (1988) i Cry-Baby (1990). També va ser assistent de producció a la pel·lícula de Waters de 1981 Poliyester.
Talalay afirma que des que Doctor Who va reviure el 2005, ella volia treballar a la sèrie. Talalay va dirigir a les tres temporades finals amb Peter Capaldi de la temporada 8 "Dark Water" i "Death in Heaven", de la temporada 9 "Heaven Sent" i "Hell Bent"—el primer considerat per molts com un dels millors episodis de la història del programa— i de la temporada 10 "World Enough and Time" i "The Doctor Falls", així com l’especial de Nadal de 2017 Doctor Who, "Twice Upon a Time". Va retornar a Doctor Who el 2023 amb un especial amb David Tennant i Catherine Tate retornant com a Catorzè Doctor i Donna Noble com a part de l’especial 60è aniversari. El 2019, va dirigir una adaptació cinematogràfica de A Babysitter's Guide to Monster Hunting de Joe Ballarini per a Netflix.

## Vida personal
Talalay va conèixer el productor de cinema britànic Rupert Harvey mentre treballava a Android el 1982. Van començar una relació poc després, i es van casar el 1990, amb John Waters oficiant el casament.

## Filmografia

### Pel·lícules
| Director - Freddy's Dead: The Final Nightmare (1991) (també guionista) - Ghost in the Machine (1993) - La noia del tanc (1995) - A Babysitter's Guide to Monster Hunting (2020) | Productor - Hairspray (1988) - Malson a Elm Street 4 (1988) - Cry-Baby (1990) - Els Borrowers (1997) |  |

### Televisió
Telefilms
- A Tale of Two Wives (2003)
- The Wind in the Willows (2006)
- Hannah's Law (2012)
- The Dorm (2014)
- Unclaimed (2016)

Sèries de televisió
| Any                  | Títol                           | Episodis |
| -------------------- | ------------------------------- | --- |
| 1997                 | Band of Gold                    | - "Tainted Love (Part 1)" - "Tainted Love (Part 2)" |
| 1998                 | To Have & to Hold               | - "Turkey Day Blues" - "Who's Sorry Next?" |
| 1998                 | Touching Evil (sèrie britànica) | - "War Relief: Part 1" - "War Relief: Part 2" |
| 1999-2002            | Ally McBeal                     | - "Saving Santa" - "Prime Suspect" - "Two's a Crowd" - "Blowin' in the Wind" |
| 2000                 | Boston Public                   | - "Chapter Five" |
| 2000                 | Randall & Hopkirk (Deceased)    | - "Mental Apparition Disorder" - "A Blast From the Past" |
| 2001                 | That's Life                     | - "Miracle at the Cucina" |
| 2001                 | State of Grace                  | - "Eve of Discussion" |
| 2001                 | Wolf Lake                       | - "Tastes Like Chicken" |
| 2001                 | Dice                            | - "Episodi #1.1" - "Episodi #1.2" - "Episodi #1.3" - "Episodi #1.4" - "Episodi #1.5" - "Episodi #1.6" |
| 2002                 | Without a Trace                 | - "He Saw, She Saw" |
| 2002                 | Crossing Jordan                 | - "Four Fathers" |
| 2002-2007            | The Dead Zone                   | - "Shaman" - "Symmetry" - "Ego" |
| 2002-2003            | The Division                    | - "A Priori" - "Castaways" |
| 2003                 | Cold Case                       | - "Sherry Darlin" |
| 2004                 | Touching Evil                   | - "Y Me" |
| 2004                 | Life as We Know It              | - "Natural Disasters" |
| 2004                 | Unfabulous                      | - "The Perfect Couple" |
| 2005                 | Sex, Love & Secrets             | - "Protection" (Unaired) |
| 2005                 | Terminal City                   | - "Episodi #1.1" - "Episodi #1.2" - "Episodi #1.7" - "Episodi #1.8" |
| 2006                 | Whistler                        | - "In The Air" - "After The Fall" - "Scratching The Surface" - "Meltdown" |
| 2007                 | Supernatural                    | - "Hunted" |
| 2007                 | Greek                           | - "Separation Anxiety" |
| 2007                 | Kyle XY                         | - "Hands on a Hybrid" - "Leap of Faith" |
| 2008                 | Flash Gordon                    | - "Blame" |
| 2009                 | Da Kink in My Hair              | - "Of Papers and Patois" - "Playing Social" - "Honesty the Best Policy?" |
| 2009                 | Durham County                   | - "Boys Do Things" - "Consumed" |
| 2010                 | Cra$h & Burn                    | - "Lawyers, Guns & Money" - "Bond Blame Baptize" |
| 2010                 | Bloodletting & Miraculous Cures | - "How to Get Ahead in Medical School" - "Family Practice" - "Unhappy Endings" |
| 2010                 | Haven                           | - "Harmony" - "Surviving the Fall" |
| 2011                 | Endgame                         | - "Gorillas in Our Midst" |
| 2011                 | Hiccups                         | - "Sexual Healing" |
| 2012                 | Continuum                       | - "Time's Up" |
| 2012                 | XIII: The Series                | - "Breakout" - "Mousetrap" |
| 2013                 | Bomb Girls                      | - "Party Line" - "Fifth Column" |
| 2013                 | Played                          | - "Cars" - "Revenge" |
| 2014                 | Reign                           | - "Sacrifice" |
| 2014–2017, 2022–2023 | Doctor Who                      | - "Deep Breath (sense acreditar, 1 escena) - "Into the Dalek" (sense acreditar, 1 escena) - "Dark Water" - "Death in Heaven" - "Heaven Sent" - "Hell Bent" - "World Enough and Time" - "The Doctor Falls" - "Twice Upon a Time" - "The Power of the Doctor" (sense acreditar, 1 escena) - "60th anniversary (1 Episodi, name TBD) |
| 2015                 | South of Hell                   | - "Judge and Fury" - "White Noise" |
| 2016-2023            | The Flash                       | - "Fast Lane" - "The Present" - "Fury Rogue" - "Cause and XS" - "Masquerade" - "The Mask of the Red Death, Part 2" |
| 2016-2021            | Legends of Tomorrow             | - "Last Refuge" - "Meat the Legends" |
| 2016-2019            | Supergirl                       | - "Welcome to Earth" - "Suspicious Minds" |
| 2017                 | Sherlock                        | - "The Six Thatchers" |
| 2018-2021            | Riverdale                       | - "Chapter Twenty-Five: The Wicked and the Divine" - "Chapter Forty-One: Manhunter" - "Chapter Fifty-Seven: Survive the Night" - "Chapter Eighty-Four: Lock & Key" |
| 2018                 | Iron Fist                       | - "The City's Not for Burning" |
| 2018                 | Chilling Adventures of Sabrina  | - "Chapter Six: An Exorcism in Greendale" |
| 2019                 | Doom Patrol                     | - "Puppet Patrol" |
| 2019                 | American Gods                   | - "Donar the Great" |
| 2021                 | Superman & Lois                 | - "The Best of Smallville" |
| 2022                 | Quantum Leap                    | - "A Decent Proposal" |